# Província de Sud Chichas

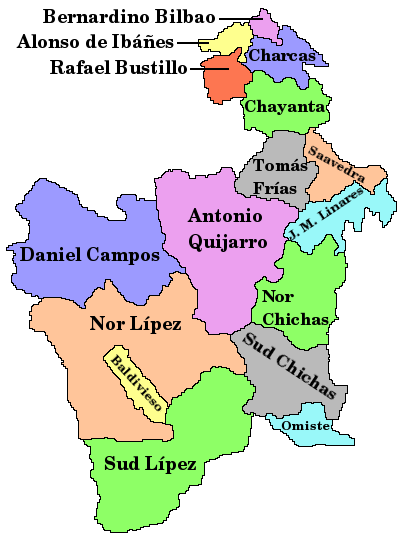
Les províncies del Departament de Potosí

La província de Sud Chichas és una de les 16 províncies del Departament de Potosí, a Bolívia. La seva capital és Tupiza.